# New Westminster
New Westminster – miasto w Kanadzie, w prowincji Kolumbia Brytyjska, w dystrykcie Greater Vancouver. Leży na półwyspie Burrard nad północnym brzegiem rzeki Fraser. Miasto ważne pod względem historycznym, założone jako pierwsza stolica Kolonii Kolumbii Brytyjskiej przez gubernatora Jamesa Douglasa w 1859. Nazwa miasta wybrana była osobiście przez królową Wiktorię, stąd określane bywa często, jako Royal City
Liczba mieszkańców New Westminster wynosi 58 549. Język angielski jest językiem ojczystym dla 66,2%, francuski dla 1,3% mieszkańców (2006).
W mieście rozwinął się przemysł spożywczy, drzewny, papierniczy, maszynowy oraz stoczniowy.

## Współpraca
- Moriguchi, Japonia
- Quezon City, Filipiny
- Lijiang, Chińska Republika Ludowa
- Zhenjiang, Chińska Republika Ludowa
- Yunfu, Chińska Republika Ludowa